# Olympische Sommerspiele 2016/Leichtathletik – Weitsprung (Frauen)
Der Weitsprung der Frauen bei den Olympischen Spielen 2016 in Rio de Janeiro wurde am 16. und 17. August 2016 im Estádio Nilton Santos ausgetragen. 38 Athletinnen nahmen teil.
In dieser Disziplin gab es einen  US-amerikanischen Doppelsieg. Tianna Bartoletta gewann die Goldmedaille vor ihrer Landsfrau Brittney Reese. Bronze errang die Serbin Ivana Španović.
Für Deutschland starteten Malaika Mihambo, Sosthene Moguenara und Alexandra Wester. Wester scheiterte in der Qualifikation. Mihambo und Moguenara qualifizierten sich für das Finale. Mihambo wurde Vierte, Moguenara Zehnte.

Athletinnen aus der Schweiz, Österreich und Liechtenstein nahmen nicht teil.
Darja Klischina startete bei diesen Spielen als einzige russische Leichtathletin. Da sie in den USA lebt und trainiert, war sie nicht in das russische Staatsdopingsystem involviert und konnte die von der IAAF (heute World Athletics) für eine Teilnahme russischer Leichtathleten gestellten Bedingungen erfüllen.

## Aktuelle Titelträgerinnen
| Olympiasiegerin                         | Brittney Reese ( USA)            | 7,12 m | London 2012    |
| Weltmeisterin                           | Tianna Bartoletta ( USA)         | 7,14 m | Peking 2015    |
| Europameisterin                         | Ivana Španović ( Serbien)        | 6,94 m | Amsterdam 2016 |
| Nord-/Zentralamerika-/Karibik-Meisterin | Quanesha Burks ( USA)            | 6,93 m | San José 2015  |
| Südamerika-Meisterin                    | Paola Mautino ( Peru)            | 6,52 m | Lima 2015      |
| Asienmeisterin                          | Lu Minjia ( Volksrepublik China) | 6,52 m | Wuhan 2015     |
| Afrikameisterin                         | Ese Brume ( Nigeria)             | 6,57 m | Durban 2016    |
| Ozeanienmeisterin                       | Catherine Hannell ( Australien)  | 5,82 m | Cairns 2015    |

## Rekorde

### Bestehende Rekorde
| Weltrekord         | Galina Tschistjakowa ( Sowjetunion) | 7,52 m | Sankt Petersburg (heute Leningrad), Sowjetunion (heute Russland) | 11. Juni 1988      |
| Olympischer Rekord | Jackie Joyner-Kersee ( USA)         | 7,40 m | Finale OS Seoul, Südkorea                                        | 19. September 1988 |

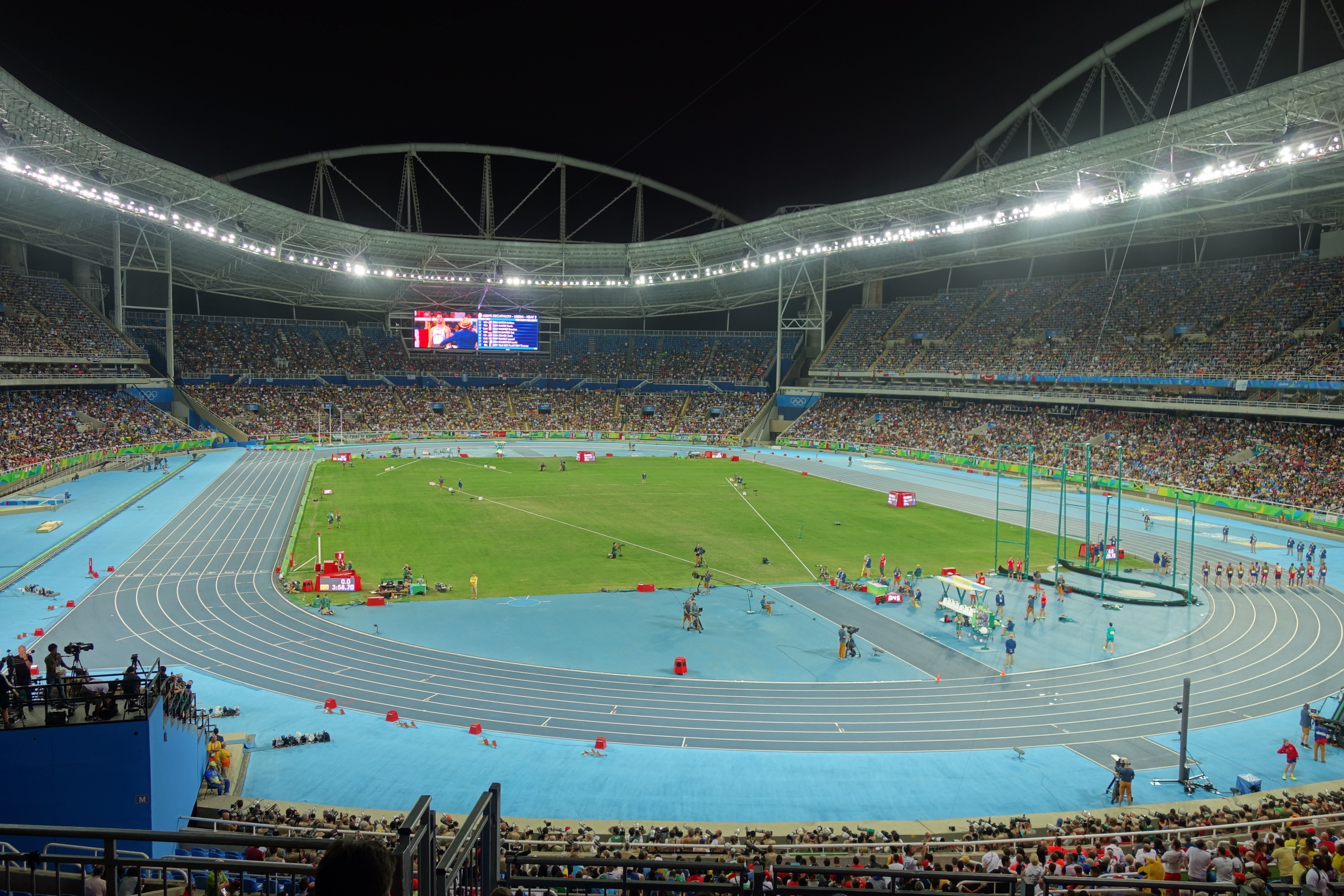
Innenraum des Estádio Olímpico João Havelange während der Spiele von Rio

Der bestehende olympische Rekord wurde bei diesen Spielen nicht erreicht. Am weitesten sprang die US-amerikanische Olympiasiegerin Tianna Bartoletta, die im fünften Durchgang des Finales am 17. August 7,17 m bei einem Rückenwind von 0,6 m/s erzielte und damit den olympischen Rekord um 23 Zentimeter verfehlte. Zum Weltrekord fehlten ihr 35 Zentimeter.

### Rekordverbesserung
Es wurde ein neuer Landesrekord aufgestellt:

7,08 m – Ivana Španović (Serbien), Finale am 17. August, fünfter Durchgang, Rückenwind: 0,6 m/s

## Legende
Kurze Übersicht zur Bedeutung der Symbolik – so üblicherweise auch in sonstigen Veröffentlichungen verwendet:
| – | verzichtet |
| x | ungültig   |

Anmerkungen:
- Alle Zeitangaben sind auf die Ortszeit Rio (UTC-3) bezogen.
- Alle Weiten sind in Metern (m) angegeben.

## Qualifikation
Die Qualifikation wurde in zwei Gruppen durchgeführt. Drei Athletinnen (hellblau unterlegt) übertrafen die Qualifikationsweite für den direkten Finaleinzug von 6,75 m. Damit war die Mindestanzahl von zwölf Finalteilnehmerinnen nicht erreicht. So wurde das Finalfeld mit den neun nächstbesten Springerinnen beider Gruppen (hellgrün unterlegt) auf zwölf Wettbewerberinnen aufgefüllt. Für die Finalteilnahme waren schließlich 6,53 m zu erbringen.

### Gruppe A

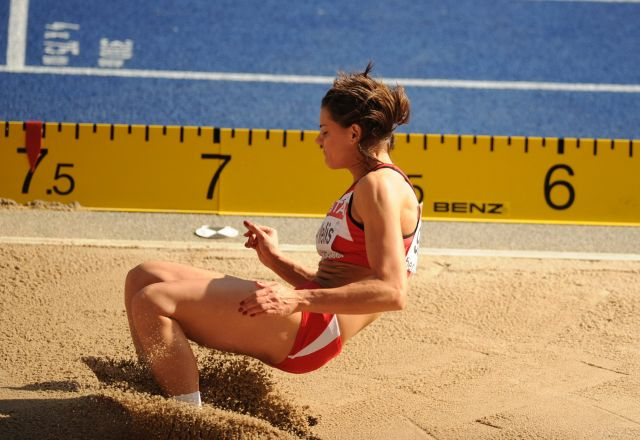
Karin Melis Mey – ausgeschieden mit 6,49 m
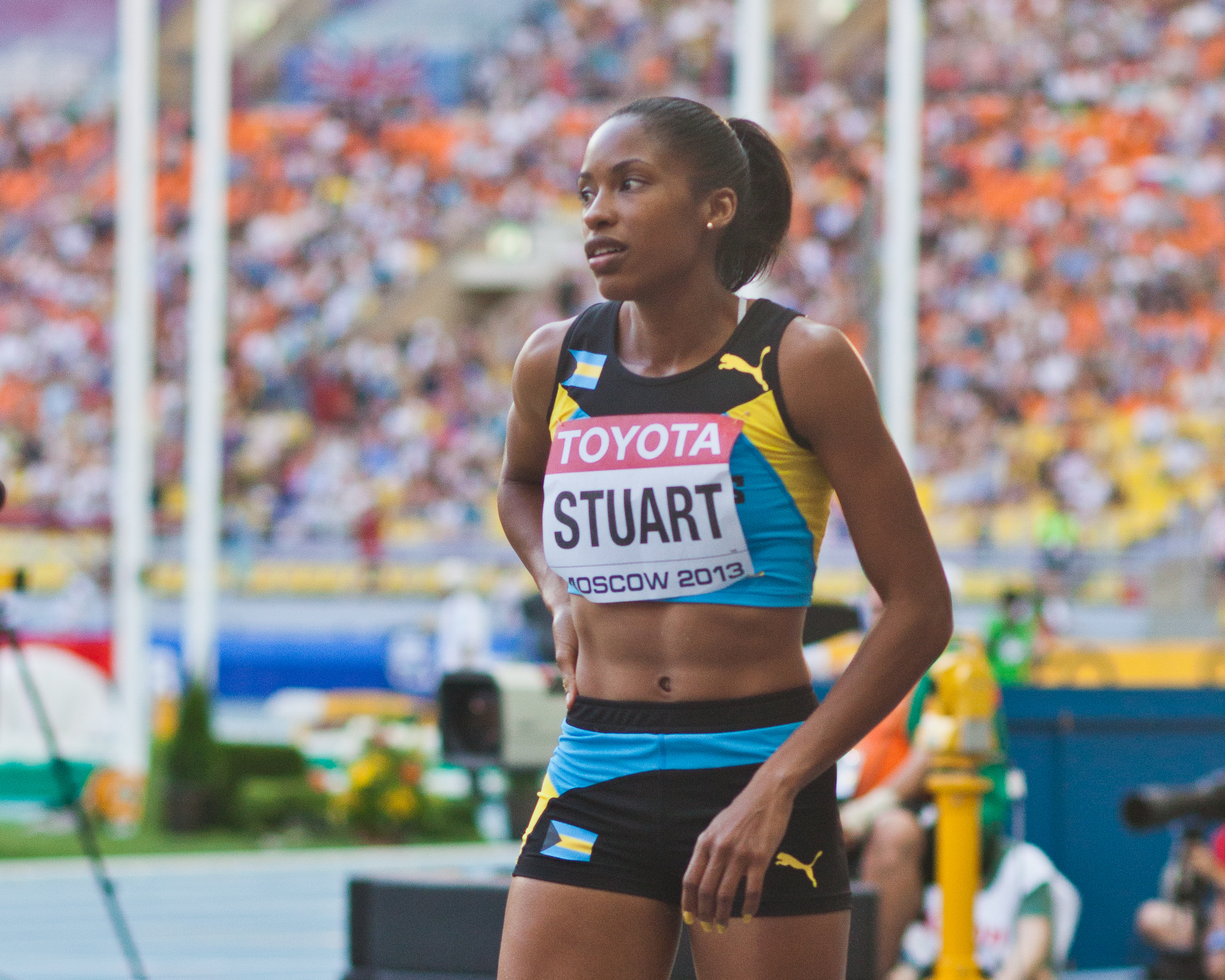
Bianca Stuart – ausgeschieden mit 6,45 m

16. August 2016, 21:05 Uhr
| Platz | Name                   | Nation         | 1. Versuch Wind (m/s) | 2. Versuch Wind (m/s) | 3. Versuch Wind (m/s) | Resultat |
| 1     | Ivana Španović         | Serbien        | 6,87 / −0,3           | –                     | –                     | 6,87     |
| 2     | Malaika Mihambo        | Deutschland    | 6,63 / −0,5           | 6,82 / −0,7           | –                     | 6,82     |
| 3     | Tianna Bartoletta      | USA            | 6,44 / −0,2           | 6,70 / −0,1           | 6,61 / −0,1           | 6,70     |
| 4     | Lorraine Ugen          | Großbritannien | 6,44 / −0,6           | 6,58 / −0,5           | 6,65 / −0,3           | 6,65     |
| 5     | Darja Klischina        | Russland       | 6,64 / −1,0           | x                     | x                     | 6,64     |
| 6     | Maryna Bech            | Ukraine        | 6,49 / −0,7           | 6,47 / −0,2           | 6,55 / −0,5           | 6,55     |
| 6     | Sosthene Moguenara     | Deutschland    | 6,46 / −0,9           | x                     | 6,55 / +0,1           | 6,55     |
| 8     | Karin Melis Mey        | Türkei         | 6,49 / −0,1           | 6,43 / −0,4           | 6,40 / +0,1           | 6,49     |
| 9     | Bianca Stuart          | Bahamas        | 6,45 / −1,0           | 5,40 / −0,3           | 6,39 / +0,3           | 6,45     |
| 10    | Chelsea Jaensch        | Australien     | 6,20 / −0,6           | 6,35 / −0,3           | 6,41 / +0,3           | 6,41     |
| 11    | Alina Rotaru           | Rumänien       | 6,40 / −0,8           | x                     | 6,38 / +0,1           | 6,40     |
| 12    | Christabel Nettey      | Kanada         | 6,05 / −1.0           | 6,32 / ±0,0           | 6,37 / ±0,0           | 6,37     |
| 13    | Concepción Montaner    | Spanien        | 6,23 / −0,3           | 6,23 / −0,3           | 6,32 / +0,1           | 6,32     |
| 14    | Wolha Sudarawa         | Belarus        | 6,29 / −0,2           | x                     | x                     | 6,29     |
| 15    | Yuliya Tarasova        | Usbekistan     | x                     | 6,10 / −0,6           | 6,16 / ±0,0           | 6,16     |
| 16    | Anna Jermakowa-Lunjowa | Ukraine        | 6,12 / −0,5           | 6,15 / −0,3           | 6,14 / ±0,0           | 6,15     |
| 17    | Chaido Alexouli        | Griechenland   | 6,07 / −0,5           | x                     | 6,13 / −0,3           | 6,13     |
| 18    | Amalja Scharojan       | Armenien       | 5,58 / −0,7           | x                     | 5,95 / +0,1           | 5,95     |
| 19    | Keila Costa            | Brasilien      | 5,86 / −0,7           | 5,73 / −0,3           | 5,79 / +0,1           | 5,86     |

Weitere in Qualifikationsgruppe A ausgeschiedene Weitspringerinnen:

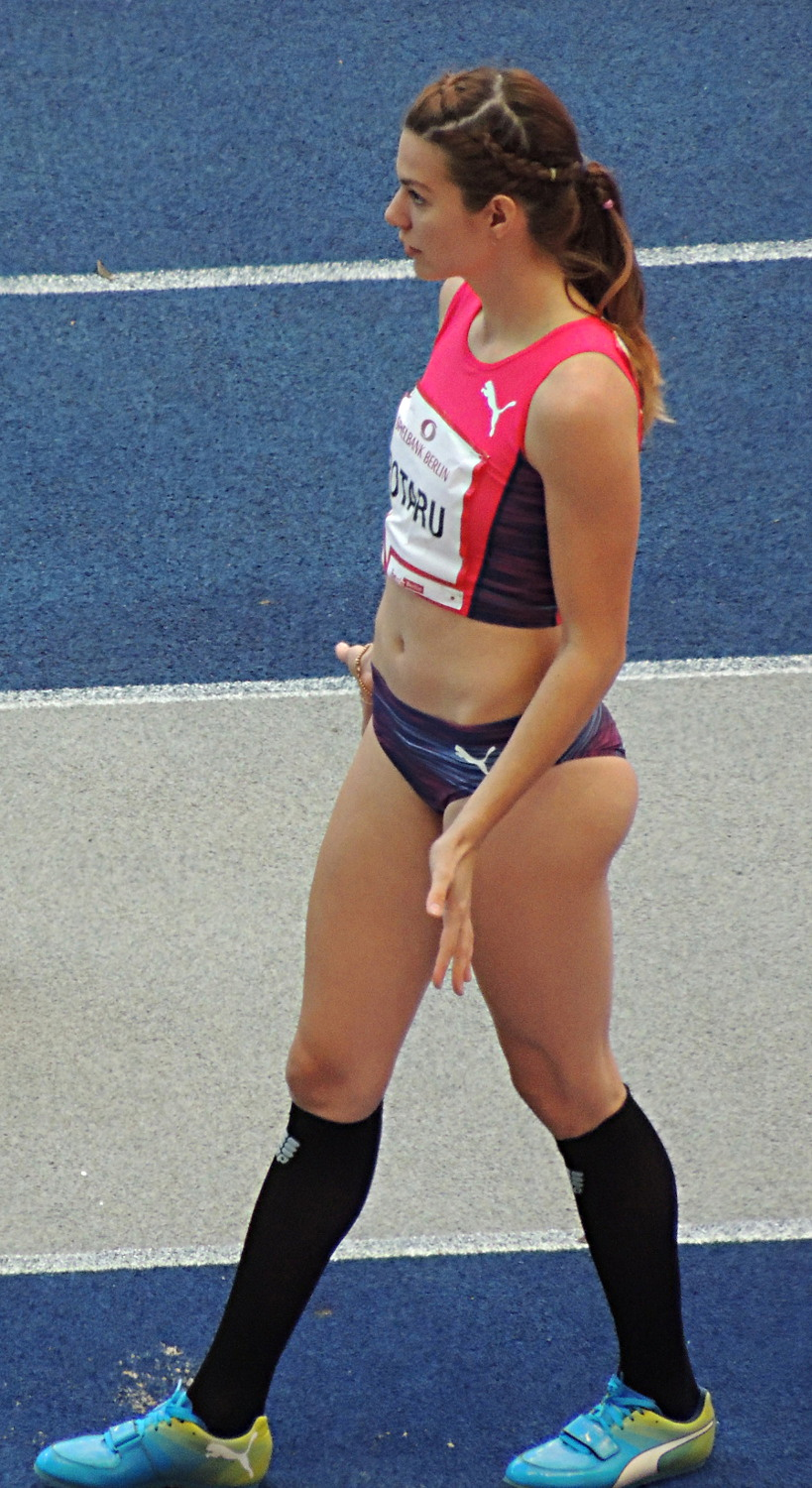
Alina Rotaru – 6,40 m
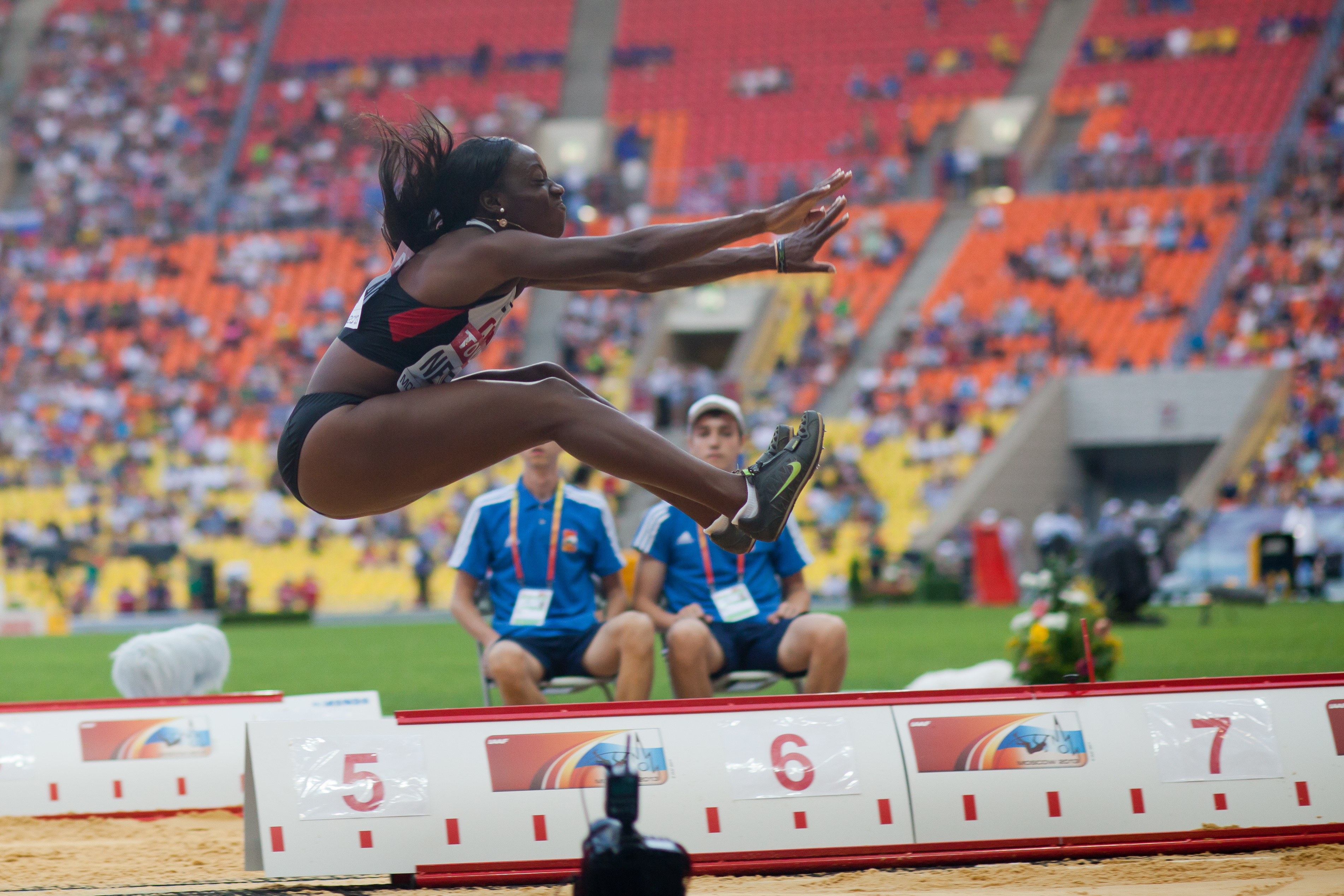
Christabel Nettey – 6,37 m
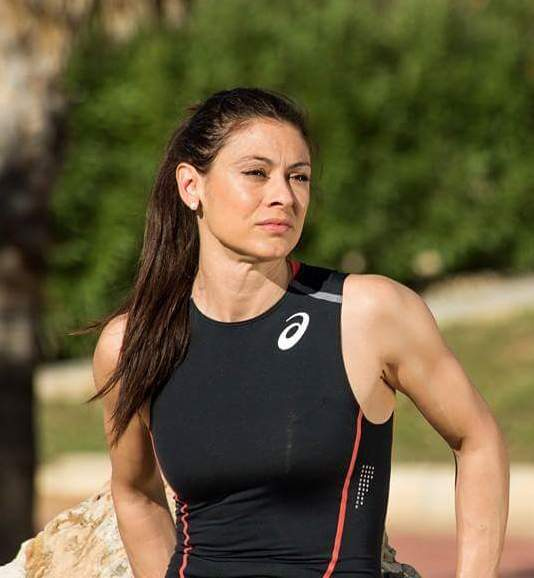
Concepción Montaner – 6,32 m
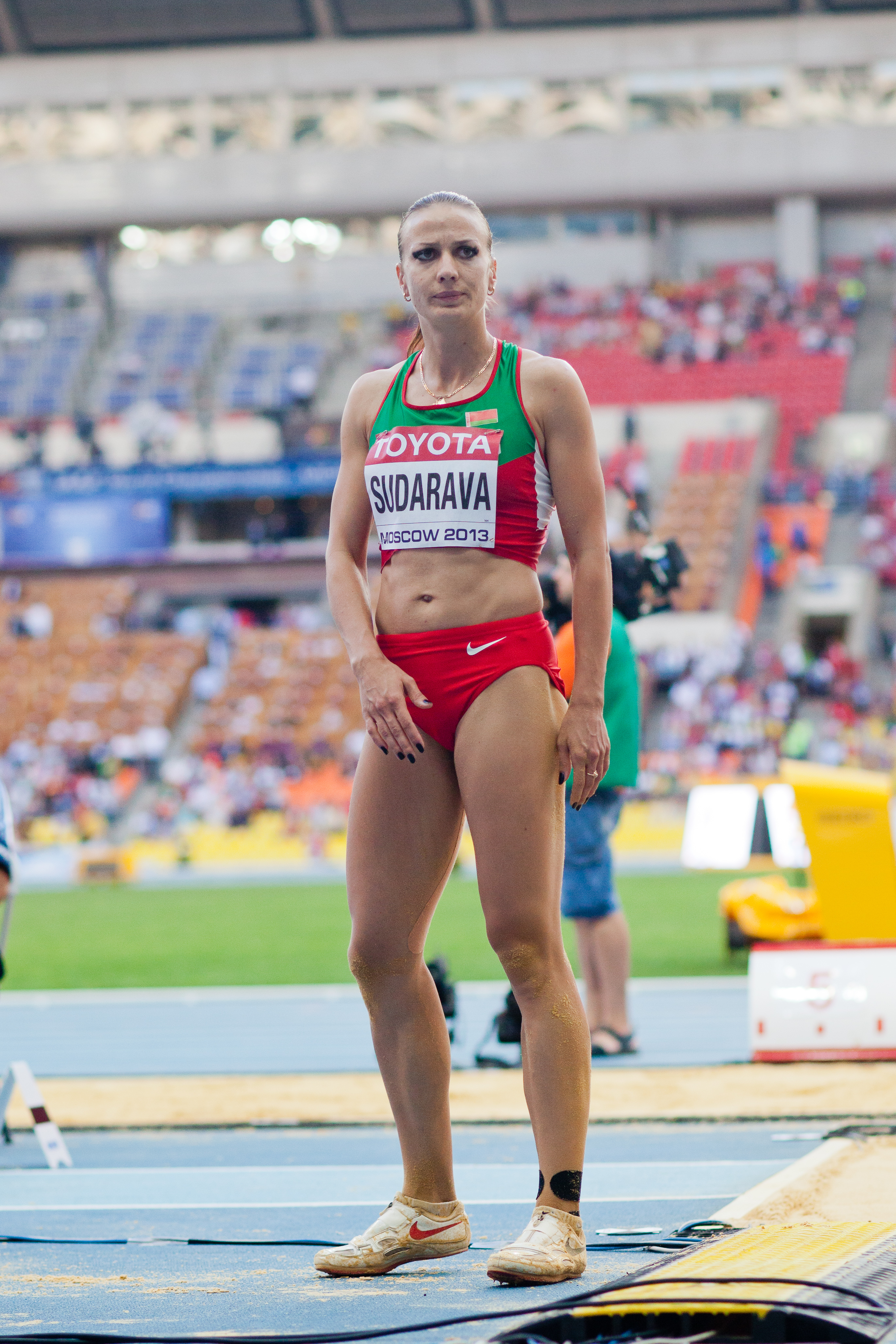
Wolha Sudarawa – 6,29 m

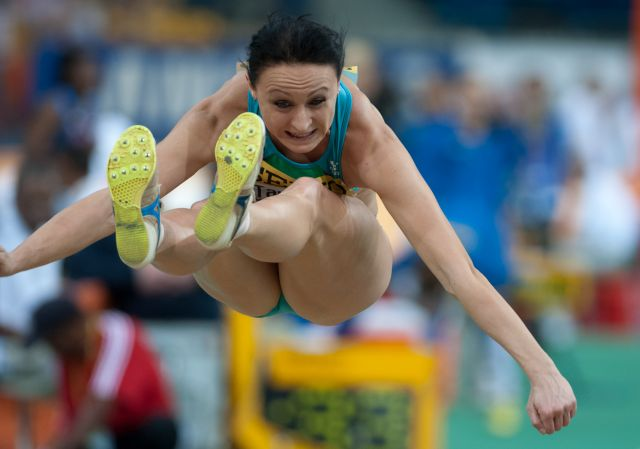
Yuliya Tarasova – 6,16 m
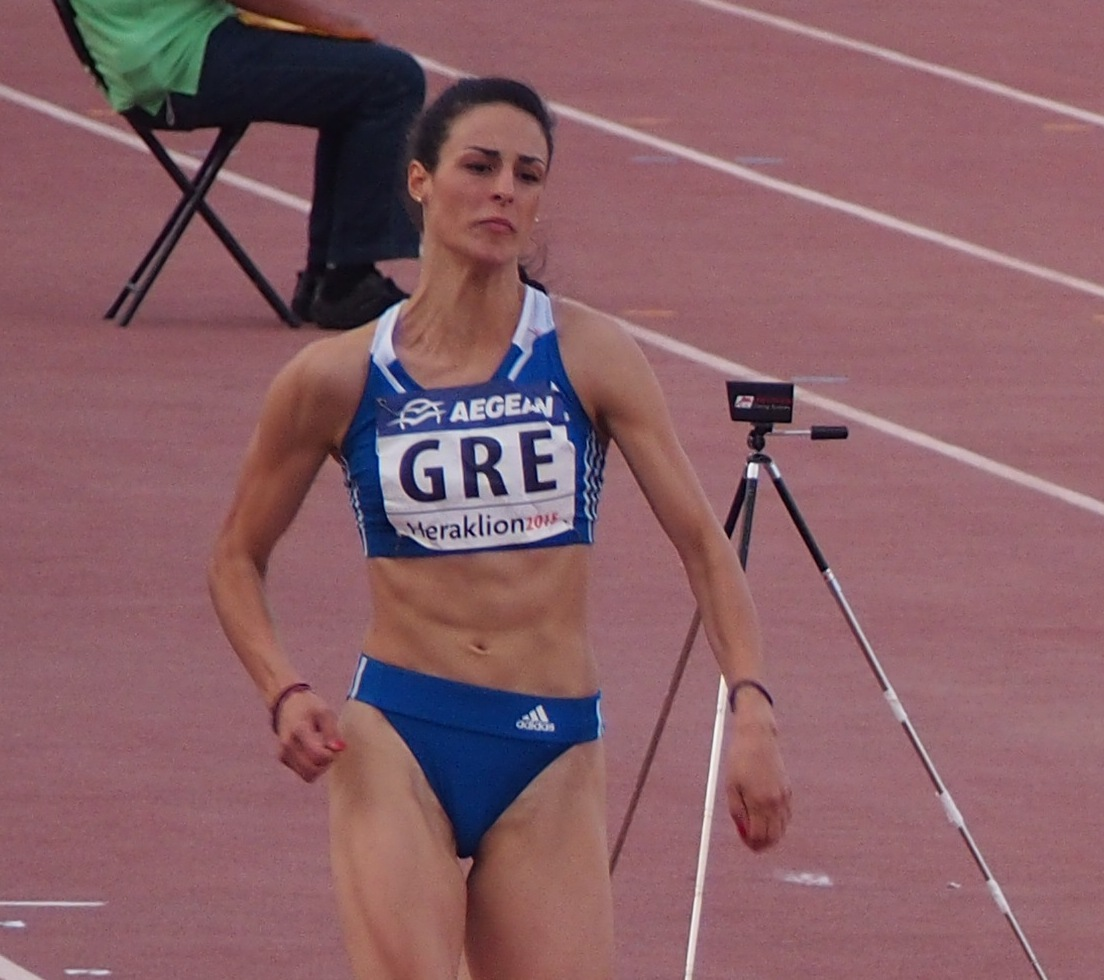
Chaido Alexouli – 6,13 m
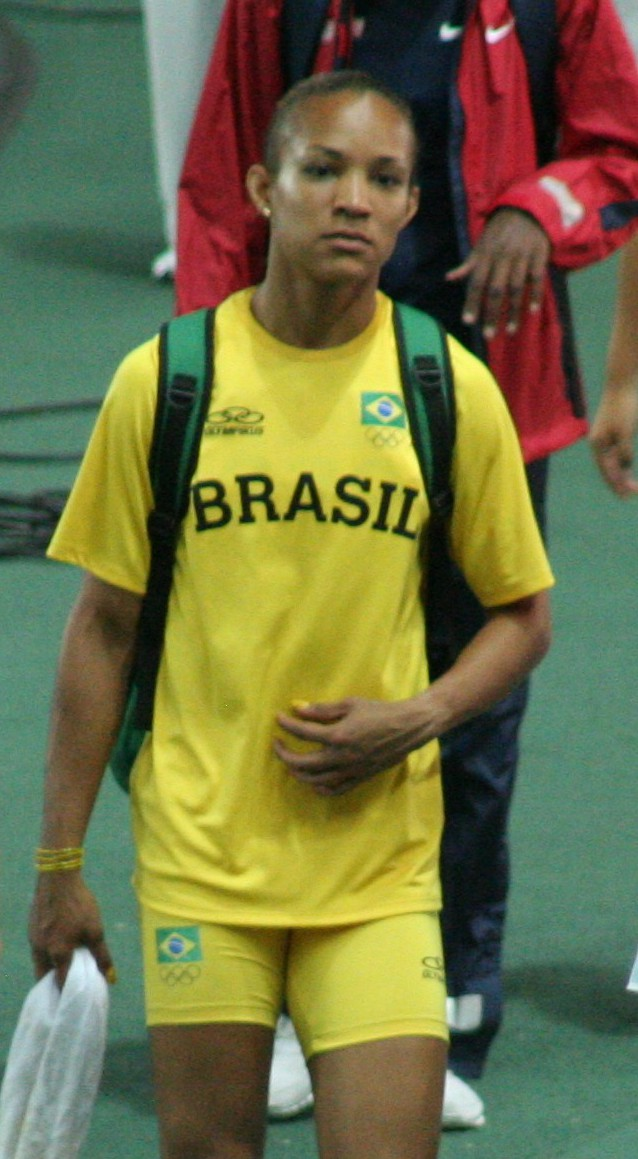
Keila Costa – 5,86 m

### Gruppe B
- Janay DeLoach – ausgeschieden
mit 6,50 m
- Jana Velďáková – ausgeschieden
mit 6,48 m

16. August 2016, 21:05 Uhr
| Platz | Name                | Nation         | 1. Versuch Wind (m/s) | 2. Versuch Wind (m/s) | 3. Versuch Wind (m/s) | Resultat |
| 1     | Brittney Reese      | USA            | 6,78 / −0,1           | –                     | –                     | 6,78     |
| 2     | Ksenija Balta       | Estland        | 6,13 / −0,2           | 6,71 / ±0,0           | –                     | 6,71     |
| 3     | Ese Brume           | Nigeria        | 6,32 / −0,1           | 6,67 / −0,1           | 6,49 / −0,1           | 6,67     |
| 4     | Brooke Stratton     | Australien     | 6,40 / +0,2           | 6,46 / ±0,0           | 6,56 / +0,2           | 6,56     |
| 5     | Jazmin Sawyers      | Großbritannien | 6,49 / −0,2           | 6,36 / −0,1           | 6,53 / +0,3           | 6,53     |
| 6     | Janay DeLoach       | USA            | 6,45 / −0,4           | 6,50 / +0,8           | 6,46 / +0,1           | 6,50     |
| 7     | Jana Velďáková      | Slowakei       | 6,45 / +0,2           | 6,48 / −0,1           | 6,29 / +0,4           | 6,48     |
| 8     | Anna Kornuta        | Ukraine        | x                     | 6,34 / ±0,0           | 6,37 / +0,3           | 6,37     |
| 9     | Shara Proctor       | Großbritannien | 6,36 / −0,3           | 6,34 / −0,7           | 6,30 / +0,2           | 6,36     |
| 10    | Juliet Itoya        | Spanien        | 6,35 / −0,6           | x                     | 5,69 / −0,3           | 6,35     |
| 11    | Eliane Martins      | Brasilien      | 6,33 / −0,1           | 6,24 / −0,2           | 6,30 / +0,3           | 6,33     |
| 12    | Maria Natalia Londa | Indonesien     | 6,21 / −0,5           | 6,29 / +0,2           | 6,29 / +0,4           | 6,29     |
| 13    | Khaddi Sagnia       | Schweden       | 6,04 / −0,5           | 6,25 / +0,3           | x                     | 6,25     |
| 14    | Marestella Sunang   | Philippinen    | 6,22 / −0,5           | 6,10 / −0,2           | 6,15 / ±0,0           | 6,22     |
| 15    | Yvonne Treviño      | Mexiko         | x                     | 6,16 / −0,2           | x                     | 6,16     |
| 16    | Lynique Prinsloo    | Südafrika      | 5,96 / −0,5           | x                     | 6,10 / +0,4           | 6,10     |
| 17    | Alexandra Wester    | Deutschland    | 5,98 / −0,9           | x                     | x                     | 5,98     |
| 18    | María del Mar Jover | Spanien        | x                     | 5,82 / −0,1           | 5,90 / −0,5           | 5,90     |
| 19    | Konomi Kai          | Japan          | x                     | x                     | 5,87 / +0,3           | 5,87     |

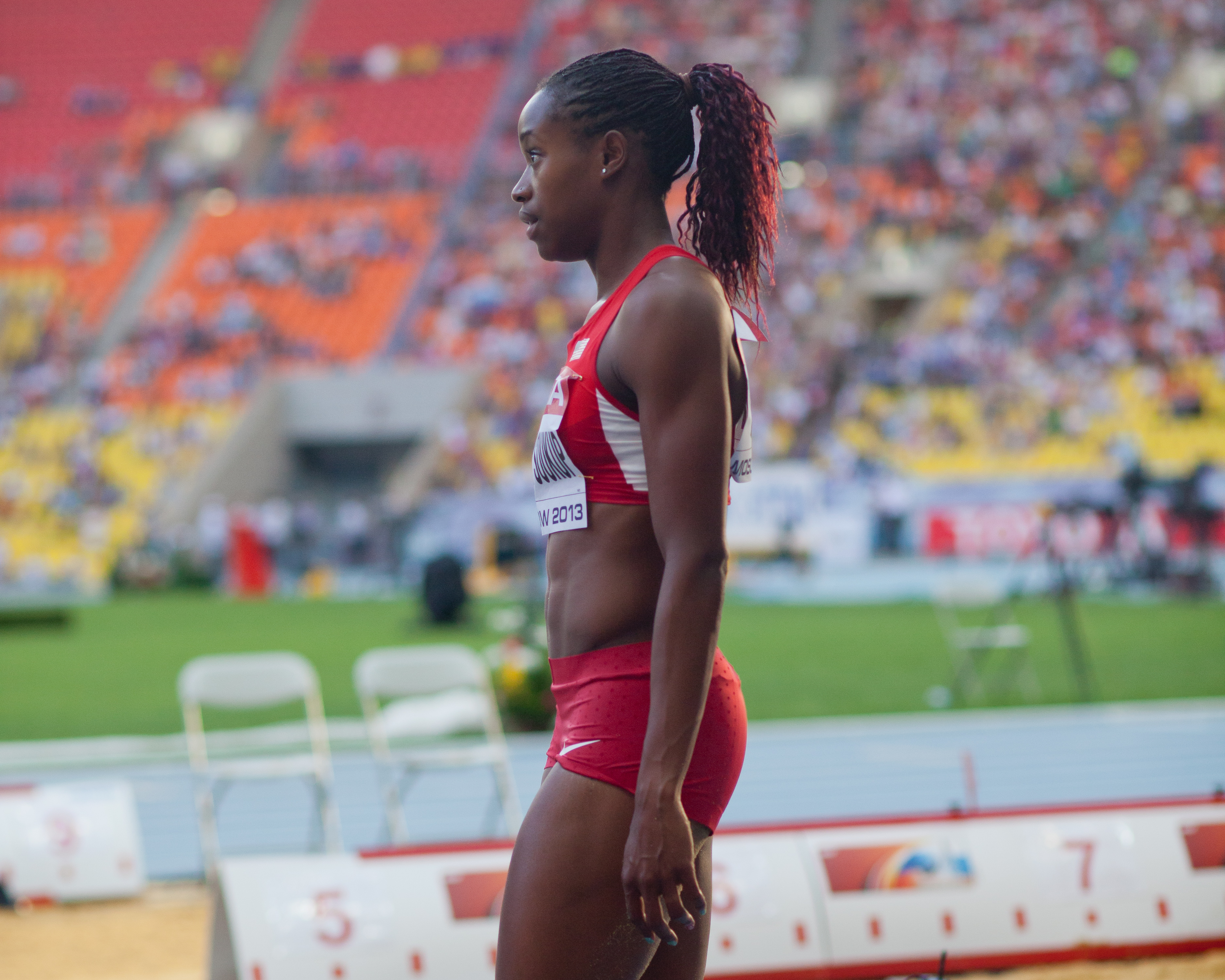
Janay DeLoach – ausgeschieden mit 6,50 m
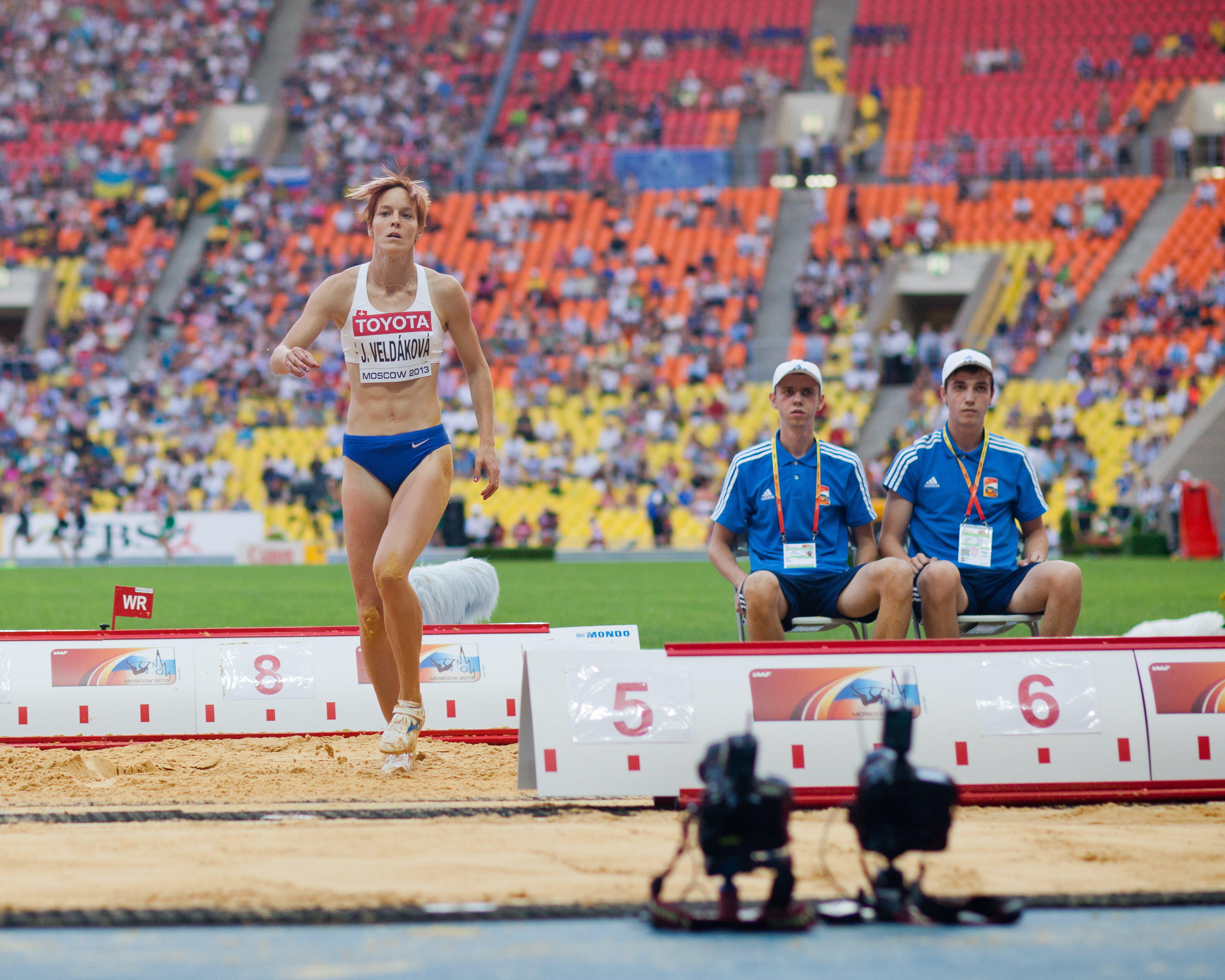
Jana Velďáková – ausgeschieden mit 6,48 m

Weitere in Qualifikationsgruppe B ausgeschiedene Weitspringerinnen:

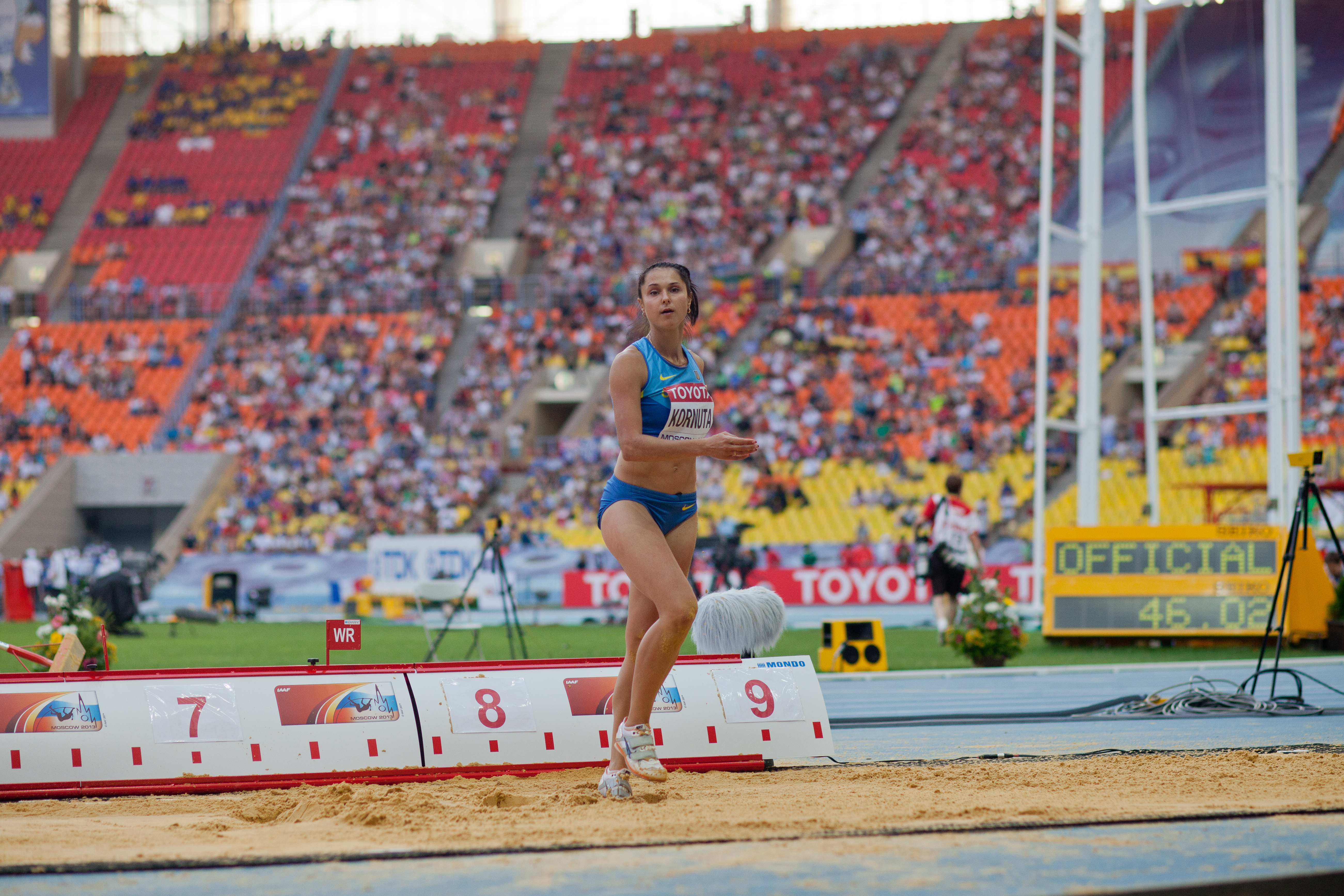
Anna Kornuta – 6,37 m
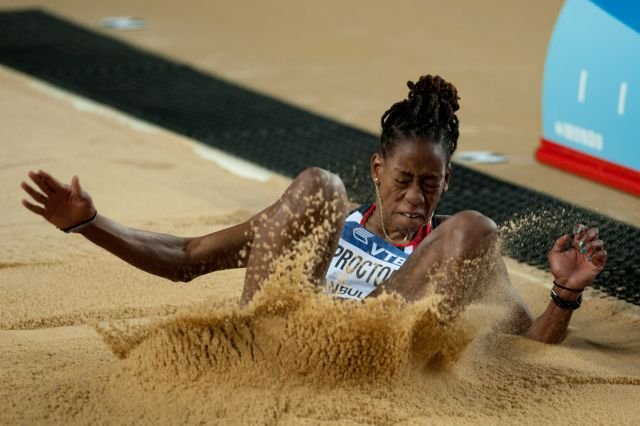
Shara Proctor – 6,36 m
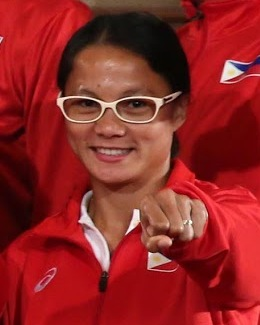
Marestella Sunang – 6,22 m
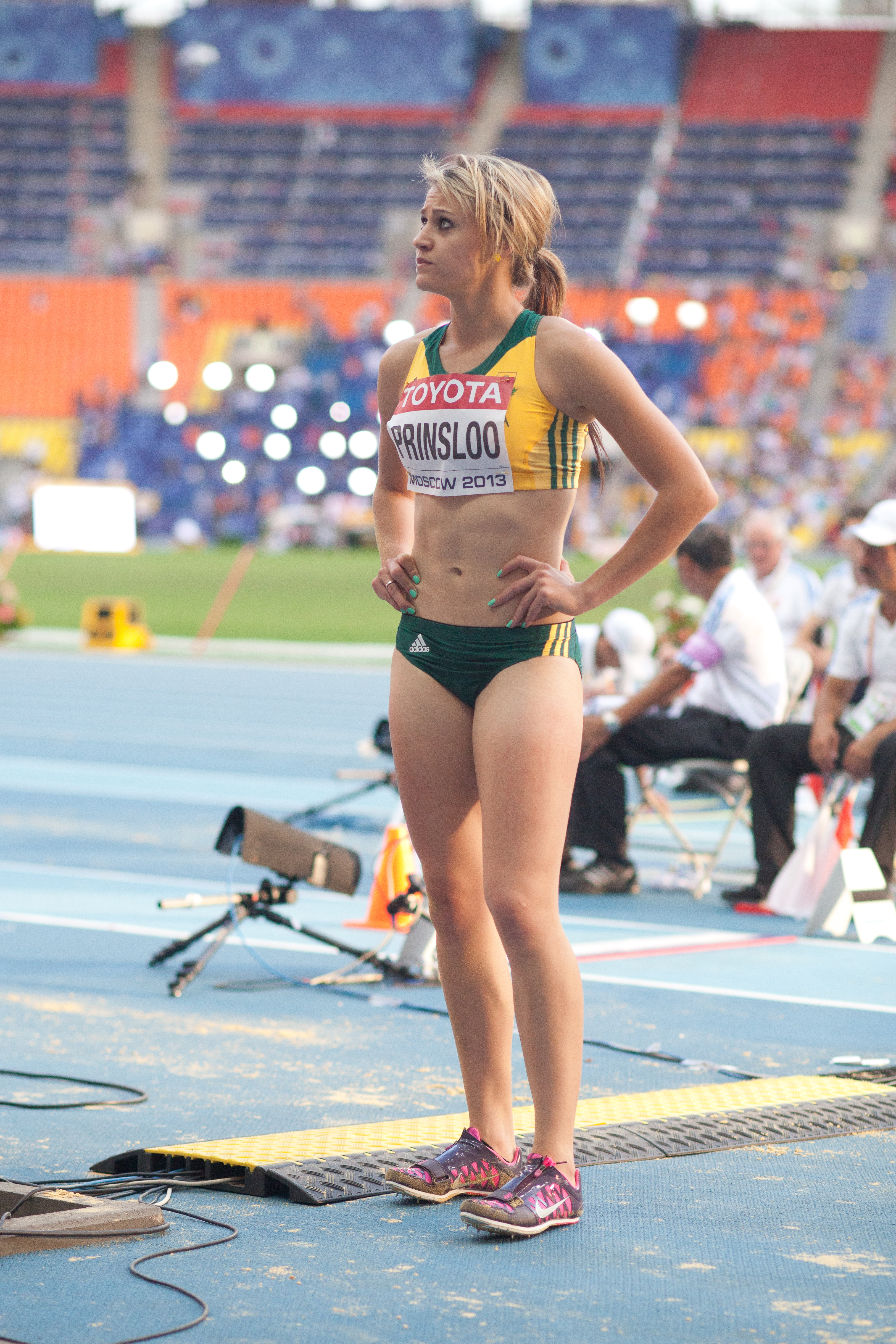
Lynique Prinsloo – 6,10 m
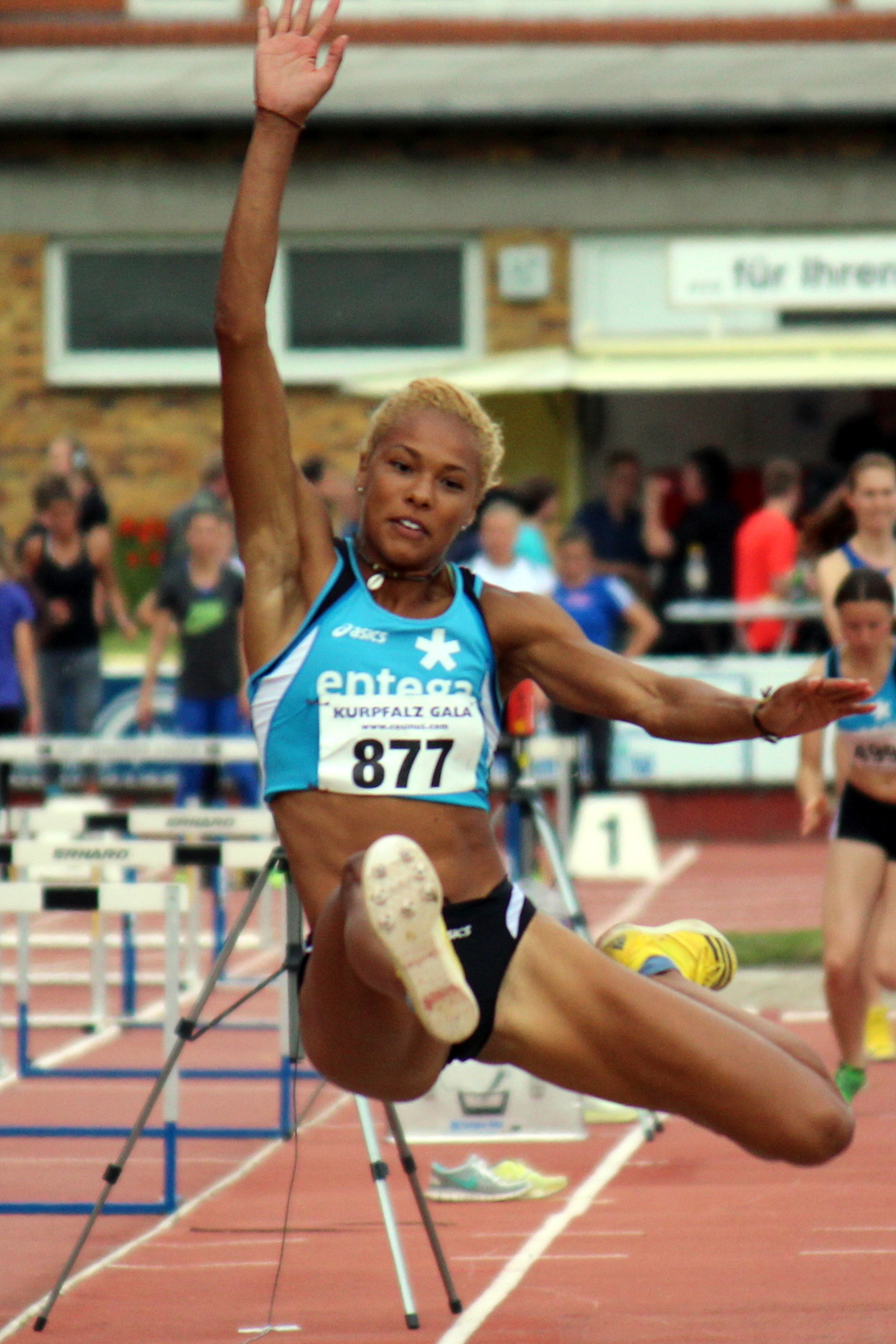
Alexandra Wester – 5,98 m

## Finale
17. August 2016, 21:15 Uhr
| Platz | Name               | Nation         | 1. Versuch Wind (m/s) | 2. Versuch Wind (m/s) | 3. Versuch Wind (m/s) | 4. Versuch Wind (m/s)                         | 5. Versuch Wind (m/s)                         | 6. Versuch Wind (m/s)                         | Resultat | Anmerkung |
| 1     | Tianna Bartoletta  | USA            | x                     | 6,94 / +0,4           | 6,95 / ±0,0           | 6,74 / +0,2                                   | 7,17 / +0,6                                   | 7,13 / +0,8                                   | 7,17     |           |
| 2     | Brittney Reese     | USA            | x                     | 6,79 / +0,3           | x                     | x                                             | 7,09 / +0,6                                   | 7,15 / +0,6                                   | 7,15     |           |
| 3     | Ivana Španović     | Serbien        | 6,95 / −0,1           | x                     | x                     | 6,91 / +0,4                                   | 7,08 / +0,6                                   | 7,05 / +0,7                                   | 7,08     | NR        |
| 4     | Malaika Mihambo    | Deutschland    | 6,83 / −0,8           | x                     | x                     | 6,58 / +0,3                                   | 6,95 / +0,6                                   | 6,79 / +0,6                                   | 6,95     |           |
| 5     | Ese Brume          | Nigeria        | 6,73 / +0,3           | 6,34 / −0,3           | 6,71 / +0,2           | 5,96 / +0,5                                   | 6,81 / +0,5                                   | x                                             | 6,81     |           |
| 6     | Ksenija Balta      | Estland        | 6,71 / +0,5           | x                     | 6,79 / −0,2           | 6,71 / +0,5                                   | x                                             | 6,62 / +0,9                                   | 6,79     |           |
| 7     | Brooke Stratton    | Australien     | x                     | 6,69 / −0,1           | 6,64 / +0,2           | 6,74 / +0,7                                   | 6,64 / +0,8                                   | 6,53 / +0,5                                   | 6,74     |           |
| 8     | Jazmin Sawyers     | Großbritannien | 6,55 / +1,0           | 6,69 / +0,5           | 6,57 / −0,3           | 6,53 / +0,6                                   | x                                             | x                                             | 6,69     |           |
|       |                    |                |                       |                       |                       |                                               |                                               |                                               |          |           |
| 9     | Darja Klischina    | Russland       | 6,63 / ±0,0           | 6,60 / +0,5           | 6,53 / −0,2           | nicht im Finale der besten acht Springerinnen | nicht im Finale der besten acht Springerinnen | nicht im Finale der besten acht Springerinnen | 6,63     |           |
| 10    | Sosthene Moguenara | Deutschland    | 6,61 / ±0,0           | x                     | 6,46 / ±0,0           | nicht im Finale der besten acht Springerinnen | nicht im Finale der besten acht Springerinnen | nicht im Finale der besten acht Springerinnen | 6,61     |           |
| 11    | Lorraine Ugen      | Großbritannien | 6,56 / +0,1           | x                     | 6,58 / −0,1           | nicht im Finale der besten acht Springerinnen | nicht im Finale der besten acht Springerinnen | nicht im Finale der besten acht Springerinnen | 6,58     |           |
| NM    | Maryna Bech        | Ukraine        | x                     | x                     | x                     | nicht im Finale der besten acht Springerinnen | nicht im Finale der besten acht Springerinnen | nicht im Finale der besten acht Springerinnen | ogV      |           |

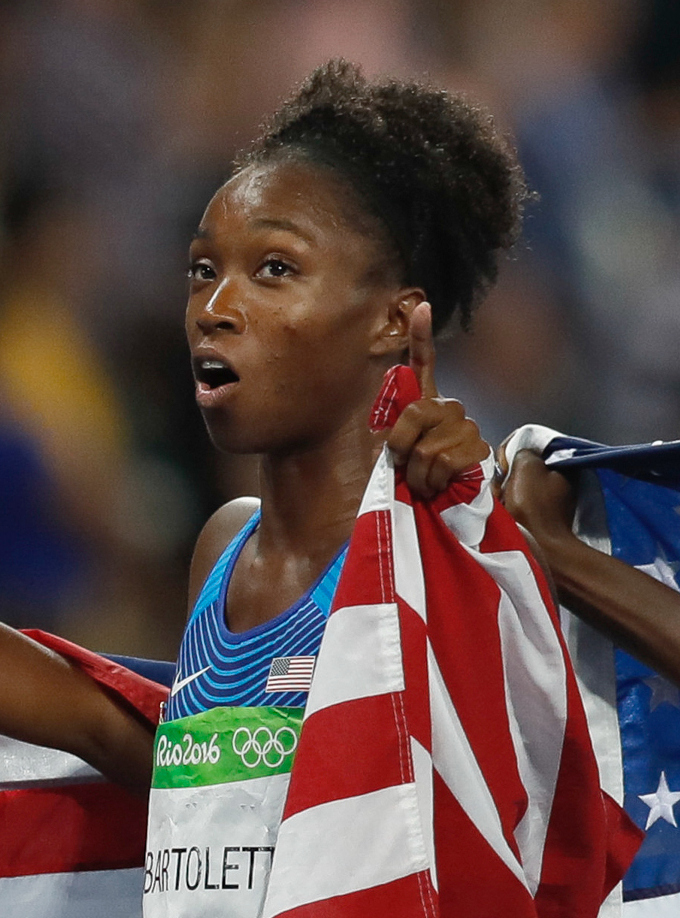
Tianna Bartoletta setzte sich in einem spannenden Wettkampf schließlich durch
und wurde Olympiasiegerin

Im Finale hatte jede Teilnehmerin zunächst drei Versuche, die Weiten der Qualifikationsrunde wurden nicht gewertet. Den besten acht Athletinnen standten im Anschluss drei weitere Versuche zu.
Für das Finale hatten sich zwölf Athletinnen qualifiziert, drei von ihnen direkt über die Qualifikationsweite, die anderen neun über ihre Platzierungen. Je zwei US-Amerikanerinnen, Deutsche und Britinnen sowie jeweils eine Teilnehmerin aus Australien, Estland, Nigeria, Russland, Serbien und der Ukraine kämpften um die Medaillen.
Die Favoritinnen des Wettbewerbs waren in erster Linie die Olympiasiegerin von 2012 und Weltmeisterin von 2013 Brittney Reese, die amtierende Weltmeisterin Tianna Bartoletta, beide aus den USA, die Europameisterin und WM-Dritte von 2015 Ivana Španović aus Serbien sowie die britische Vizeweltmeisterin Shara Proctor, die allerdings schon in der Qualifikation ausgeschieden war.
In der ersten Versuchsrunde setzte sich Španović mit 6,95 m vor der Deutschen Malaika Mihambo mit 6,83 m an die Spitze. Im zweiten Durchgang kam Bartoletta bis auf einen Zentimeter an Španović heran, im dritten sprang die US-Amerikanerin die gleiche Weite wie zuvor Španović. Bis zum fünften Versuch lag Bartoletta auf Grund des besseren zweiten Versuchs vor Španović, Mihambo folgte weiterhin auf dem dritten Rang. In der fünften Runde gelangen Reese 7,09 m, womit sie kurzzeitig die Führung übernahm. Mihambo zog zunächst mit Španović und Bartoletta gleich, doch Španović und Bartoletta verbesserten sich ebenfalls: Španović auf 7,08 m und Bartoletta auf 7,17 m. Damit führte Bartoletta vor dem letzten entscheidenden Durchgang. Acht Zentimeter hinter ihr lag Reese, nur einen weiteren Zentimeter zurück folgte Španović. Reese verbesserte sich mit ihrem letzten Sprung noch einmal auf 7,15 m, doch es blieb schließlich bei der Reihenfolge nach Durchgang fünf. Mihambo wurde Vierte vor der Nigerianerin Ese Brume und der Estin Ksenija Balta.
Ivana Španović war die erste Medaillengewinnerin Serbiens im Weitsprung der Frauen.

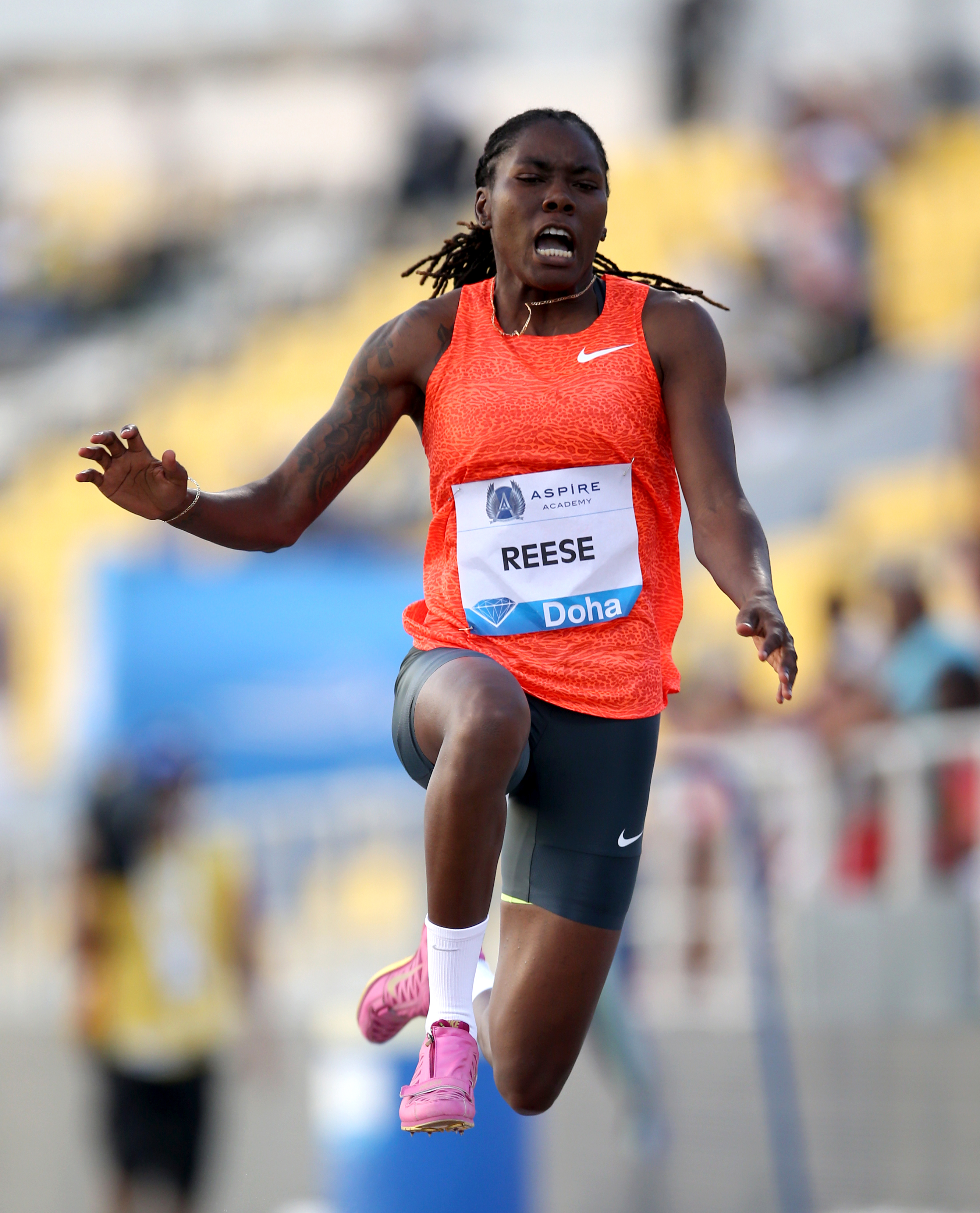
Silbermedaillengewinnerin Brittney Reese
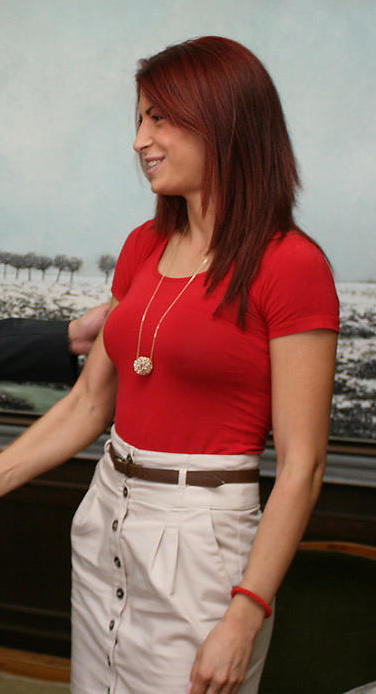
Bronzemedaillengewinnerin Ivana Španović
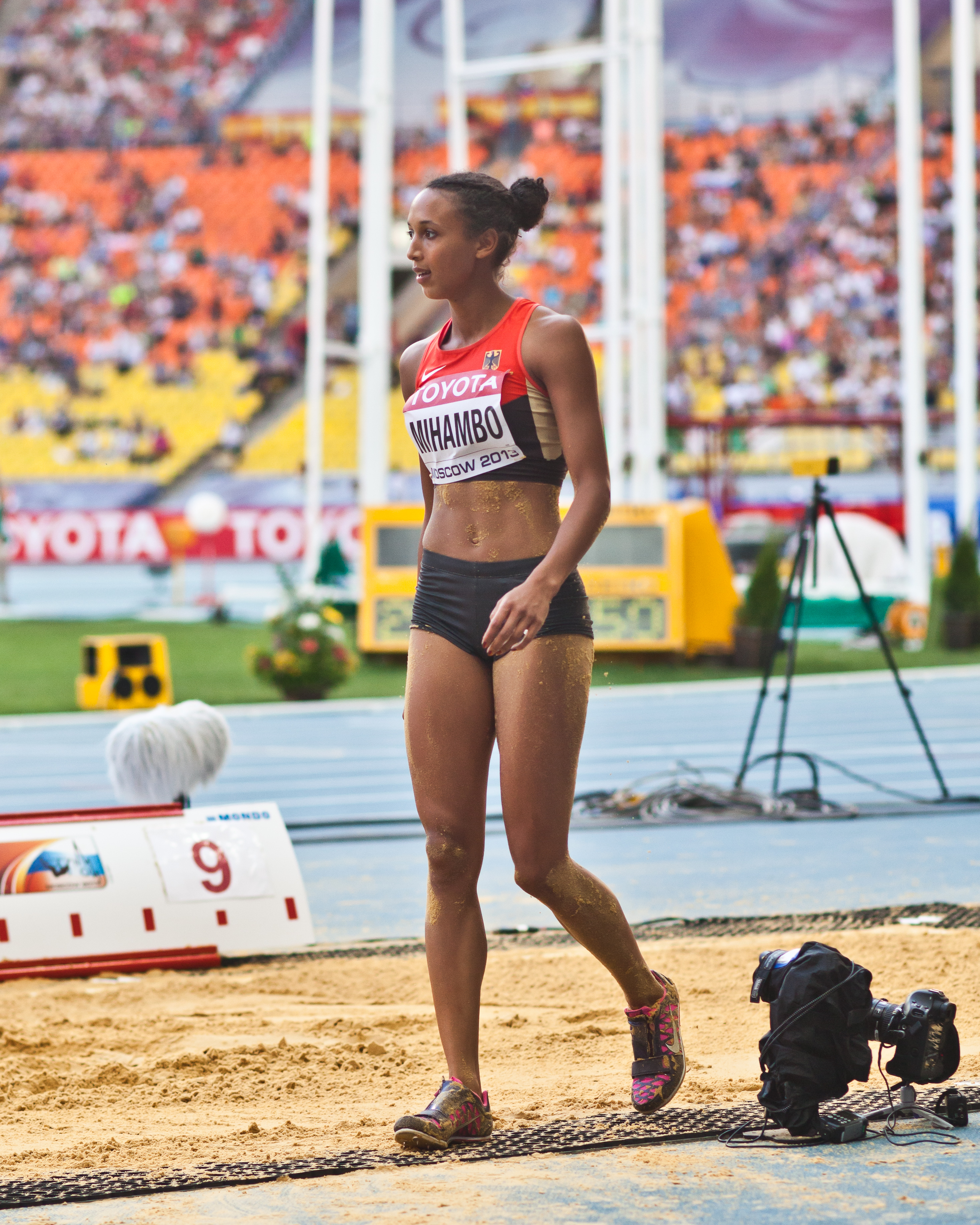
Malaika Mihambo belegte Rang vier
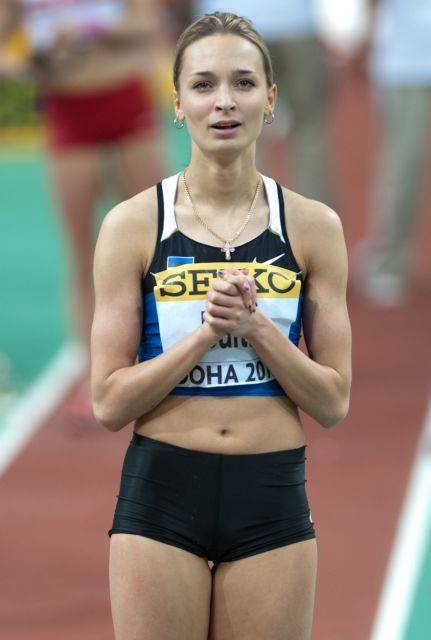
Ksenija Balta kam auf den sechsten Platz

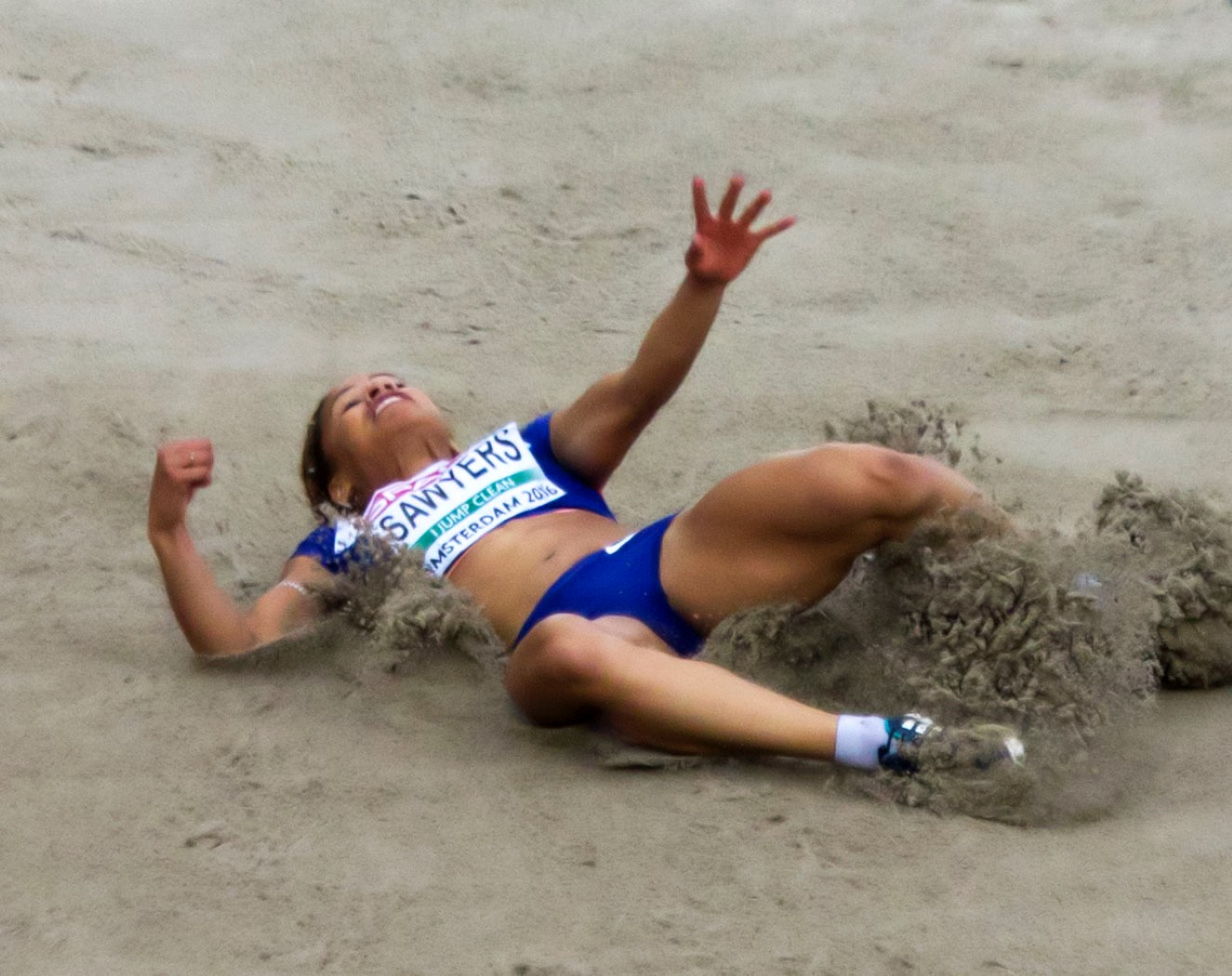
Jazmin Sawyers wurde Olympiaachte
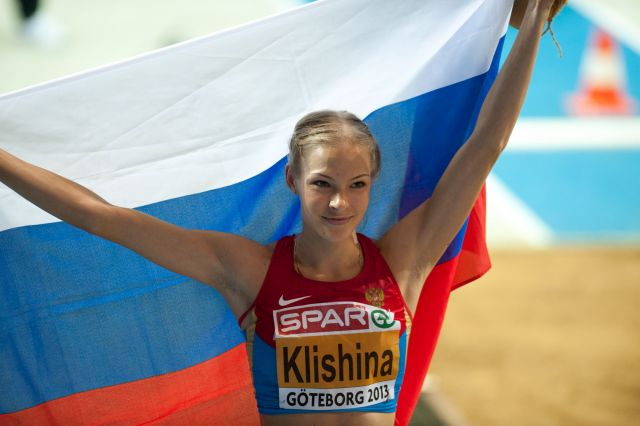
Darja Klischina erreichte Rang neun
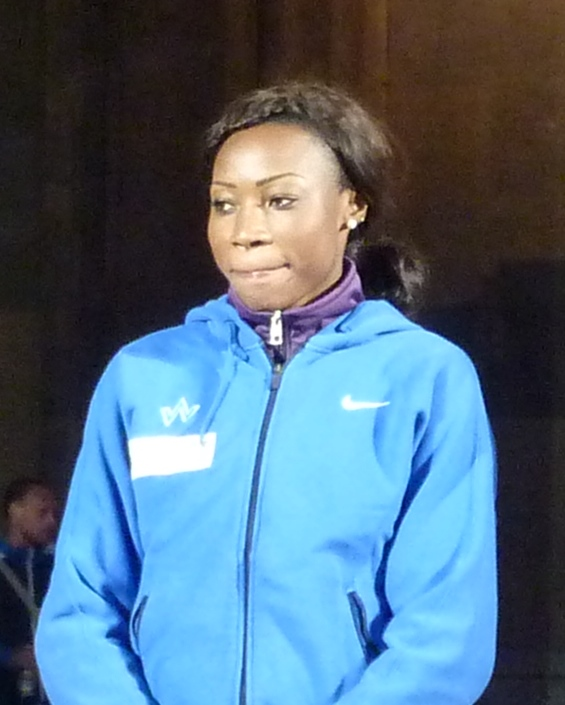
Die zehntplatzierte Sosthene Moguenara
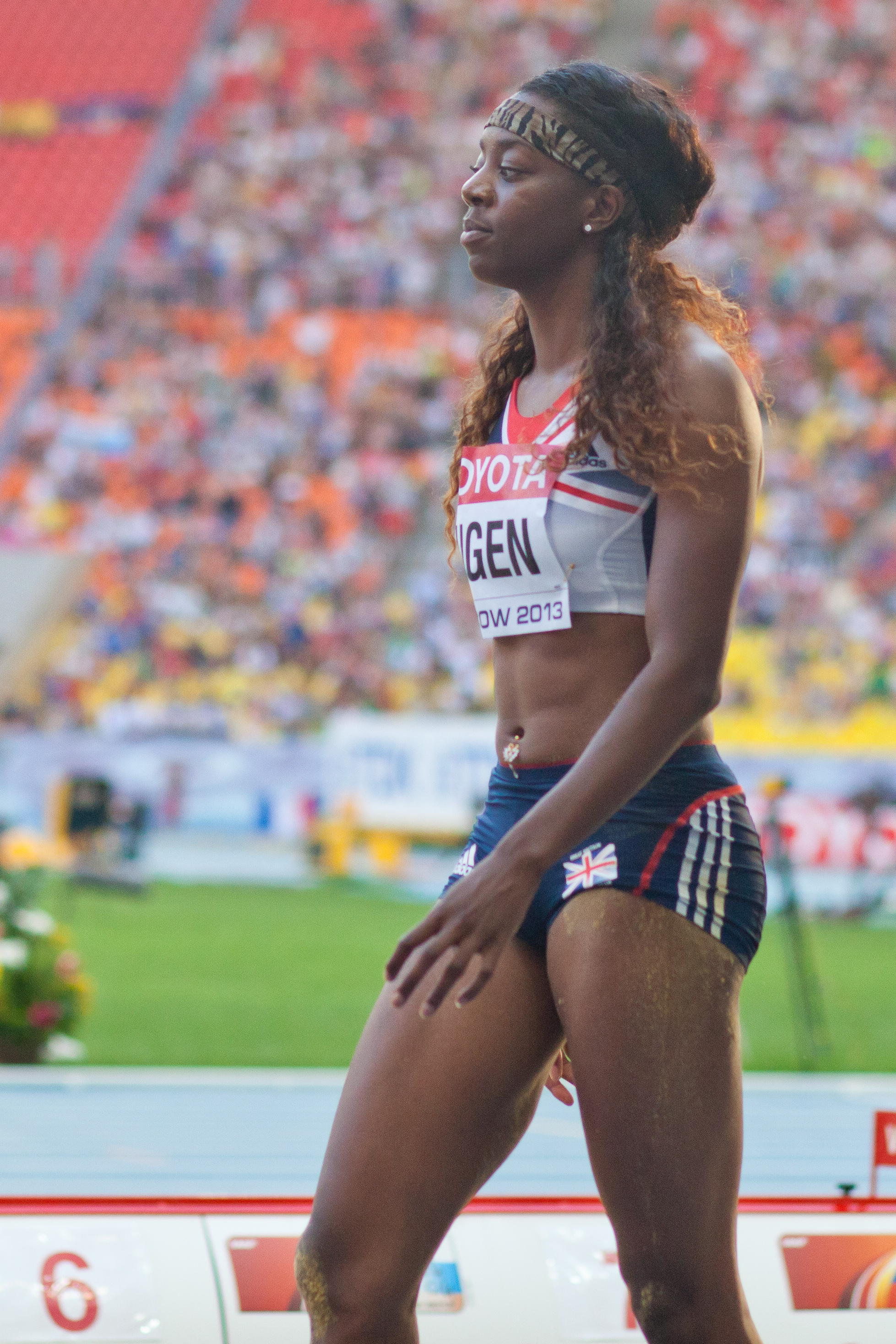
Loraine Ugen – Rang elf
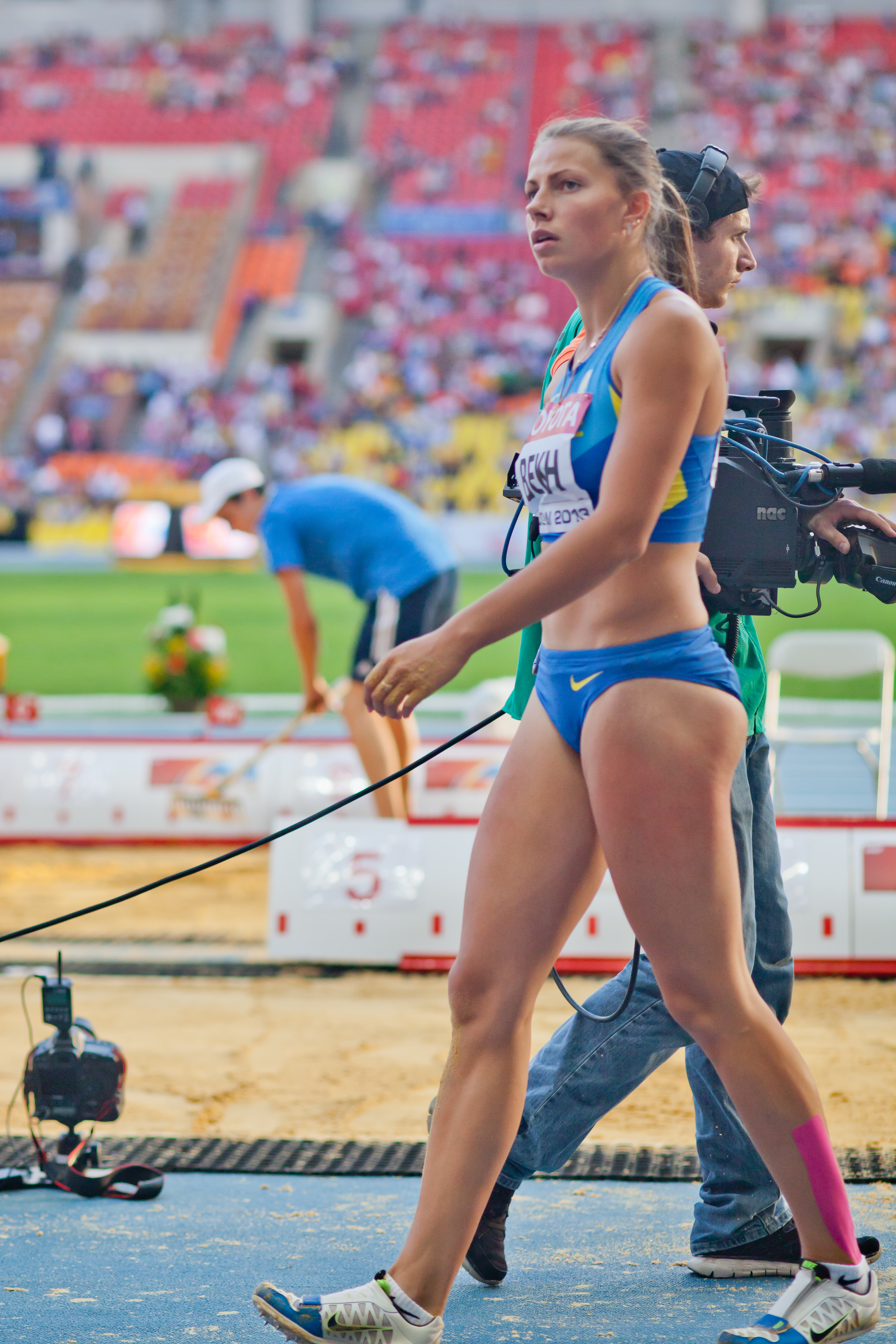
Marina Bech hatte im Finale keinen gültigen Versuch

## Videolinks
- Women's long jump qualification - Olympics Rio 2016 - TOP 12, youtube.com, abgerufen am 12. Mai 2022
- Bartoletta wins gold in women's long jump, youtube.com, abgerufen am 12. Mai 2022